# Kanton Montesquieu-Volvestre
Der Kanton Montesquieu-Volvestre war bis 2015 ein französischer Wahlkreis im Arrondissement Muret, im Département Haute-Garonne und in der Region Midi-Pyrénées; sein Hauptort war Montesquieu-Volvestre.

## Gemeinden
Der Kanton bestand aus zehn Gemeinden:
| Gemeinde              | Einwohner Jahr | Fläche km² | Code INSEE | Postleitzahl |
| --------------------- | -------------- | ---------- | ---------- | ------------ |
| Canens                | 53 (2013)      | 4,84       | 31103      | 31310        |
| Castagnac             | 305 (2013)     | 10,77      | 31111      | 31310        |
| Gouzens               | 84 (2013)      | 5,7        | 31226      | 31310        |
| Lahitère              | 48 (2013)      | 3,9        | 31267      | 31310        |
| Lapeyrère             | 72 (2013)      | 6,3        | 31272      | 31310        |
| Latour                | 76 (2013)      | 6,24       | 31279      | 31310        |
| Massabrac             | 82 (2013)      | 4          | 31326      | 31310        |
| Montbrun-Bocage       | 491 (2013)     | 30,61      | 31365      | 31310        |
| Montesquieu-Volvestre | 3.205 (2013)   | 59,82      | 31375      | 31310        |
| Saint-Christaud       | 255 (2013)     | 10,87      | 31474      | 31310        |